# Jacob Bredahl
Jacob Bredahl (født 1978) er en dansk musikproducer, guitarist og sanger, indenfor genrerne deathtrash/thrash metal og hardcore metal.
Han startede med at spille musik som 13-årig og er måske bedst kendt som den tidligere forsanger i bandet HateSphere, som han forlod i september 2007. I dag er han frontmand i bandet Riverhead samt guitarist i Smertegrænsens Toldere og driver desuden Dead Rat Studio. 
Bredahl bor i dag i Aarhus og danner par med forfatter og journalist Anne Mette Hancock.
Som producer og mixer har Bredahl arbejdet med en lang række bands, bl.a.:
- Eyes [2]
- As We Fight[3]
- SuperCharger[4]
- Blunt[5]
- Koldborn[6]
- Dødning[7]
- Memorial[8]
- Exmortem[9]
- Diamond Drive[10]